# オヨ・ライフ
オヨ・ライフ（OYO LIFE）は、インド発のOYO ROOMSとヤフーとの間のJVとして設立されたOYO TECHNOLOGY & HOSPITALITY JAPANによってかつて日本で運営されていた賃貸サービス。

## 概要
パソコンやスマートフォンで物件探しから入居・退去まで完結、初期費用や光熱費の手続き不要で気軽に引っ越しができる新しい賃貸サービスとして2019年3月にサービスを開始した。コンセプトは『旅するように暮らす』。
物件を仲介するのではなく、借り上げて家具などを設置した上で入居者に貸し出すという形態をとっており、敷金・礼金・仲介手数料は無料、契約手続きはスマートフォンだけで完結することが特徴。入居者は仲介店舗に行く必要や、契約書類に捺印する必要がなく、「賃貸住宅のAmazon」と評された。部屋には入居前からすでに家具があり、すぐに住み始めることができ、退去時も清掃費用が必要なだけ。自由に住み替えができることから、「暮らし方そのものを変革する試みである」と評されたこともあった。
サービス開始後からハイペースで物件借り上げを進め、本格的な事業開始から1年も経たず首都圏（東京都、神奈川県、千葉県、埼玉県）で7,000室以上を借り上げた。2019年10月には大阪、京都、兵庫、名古屋でも展開を開始した。
数十名だった社員数はわずかな期間で500名を超えた。ソフトバンクグループの資本力を背に、「100万室」という壮大な目標を掲げていた。
しかし、2019年末にヤフーが経営から撤退し、物件の解約も増加。加えて、「入居日から4日間も鍵の開け方を教えてもらえなかった」など、管理体制にも問題を抱えていた。その後は新規の物件借り上げ停止や希望退職者の募集を開始。さらに入居の契約期間を最長90日間から最長2年間に変更し、自由に住み替えられるという本来のコンセプトが有名無実化するなど、運営方針も迷走した。
2021年3月に日本撤退が報じられ、同年6月にOYO LIFEを運営するOYO Japanが霞ヶ関キャピタルの子会社KC TechnologiesにOYO LIFE事業を売却し、日本での不動産賃貸事業は終了した。

## 年表
- 2018年7月 - OYO TECHNOLOGY&HOSPITALITY JAPAN株式会社を設立。
- 2019年3月28日 - OYOおよびヤフー（現Zホールディングス）の出資を受け、賃貸住宅事業「オヨ・ライフ（OYO LIFE）」を開始。
- 2019年6月4日 - Yahoo! JAPANトップページのサービス一覧に「オヨ・ライフ」追加
- 2019年10月 - 大阪、名古屋に進出[3]
- 2019年11月 - 「OYO PASSPORT」はサービス加入パートナーが 100 社を突破[4]。
- 2019年12月17日 - ヤフーが11月中にOYO TECHNOLOGY & HOSPITALITY JAPANの株式を売却し合弁関係を解消していたことを公表[5]。
- 2020年7月1日 - これまで独立して運営をしていた宿泊事業展開のOYO Hotels Japan社と不動産賃貸事業展開のOYO TECHNOLOGY & HOSPITALITY JAPAN社の両社が合併[6]。OYO Hotels Japanを存続会社とし、新会社名のOYO Japanに社名変更。新社長に山本竜馬氏、副社長に田野崎亮太氏がそれぞれ就任。
- 2021年2月25日 - 「OYO PASSPORT」のサービスを終了。
- 2021年6月1日 - 不動産賃貸事業「OYO LIFE」を運営するOYO Japanは、霞ヶ関キャピタル（東証マザーズ）の子会社KC Technologiesへ吸収分割したOYO LIFE事業を売却[7]。